# تكامل بالأقراص
في الرياضيات، وبشكل خاص في حساب التكامل، يعتبر التكامل بالأقراص إحدى وسائل التكامل لحساب الحجوم لبعض الأجسام الصلبة عن طريق تقسيمه إلى ما يدعى بأقراص تمثيلية. تعتمد الطريقة على تمثيل الأجسام ثلاثية الأبعاد على أنها تجمع عدد غير منته من الأقراص أو الاسطوانات (بأقطار مختلفة).